# Ordre du Mérite des Bahamas
Pour les articles homonymes, voir Ordre du Mérite.
L'ordre du Mérite des Bahamas (en anglais : Order of Merit of the Bahamas) est un ordre honorifique bahaméen créé en 1996. La devise de l'ordre est « Rising above the clouds » (« S'élever au-dessus des nuages »).

## Organisation
L'ordre du Mérite des Bahamas comporte trois grades : compagnon, officier et membre.
Un compagnon a le droit d'utiliser les lettres post-nominales « CM », un officier a le droit d'utiliser les lettres post-nominales « OM » et un membre a quant à lui le droit d'utiliser les lettres post-nominales « MM »,.

## Récipiendaires notables
- Sir Durward Knowles, skipper bahaméen[3].
- Sir Lynden Pindling, Premier ministre des Bahamas[4].
- Pauline Davis-Thompson, athlète bahaméenne[2].
- Charles III, roi des Bahamas et des autres royaumes du Commonwealth.